# Kostja Gatnik
Kostja Gatnik, slovenski slikar in ilustrator, * 11. september 1945, Ljubljana, † 1. avgust 2022.
Gatnik se je kontinuirano ukvarjal z fotografijo in slikarstvom, čeprav je najbolj znan kot stripar (Magna Purga, 1977, 1997), ilustrator, grafični oblikovalec (znak za Fructal). Oblikoval je tudi ovitke glasbenih plošč, plakate, občasno še lutke, kustmografijo in scenografijo. 

## Življenjepis
Kostja Gatnik se je rodil v Ljubljani in odraščal v Novi Gorici. Ime je dobil po Pastirju Kostji iz sovjetskega muzikala (1934).
Gatnik je diplomiral na Akademiji za likovno umetnost v Ljubljani, nato pa je slikarsko specialko opravil pri profesorjih Zoranu Didku in Maksimu Sedeju. Zadnja leta je deloval kot svobodni umetnik in se ukvarjal s slikarstvom, grafičnim oblikovanjem ter ilustracijo. Ilustriral je med drugim knjigi Deček gre za soncem in Majnice, fulaste pesmi. Pogosto je sodeloval s Tonetom Pavčkom.

## Strip
S stripom se je ukvarjal v študentskih letih, in rahlo za tem, vendar je v stripu pustil največji pečat. 
Gatnik je svoj prvi strip objavil pri 15 letih, leta 1960, v zagrebški reviji Plavi vjestnik. To je bil humoristični strip Cowboy Poldek, objavljen na celostranski barvni strani. V Sloveniji je pri dvajsetih debitiral v Ljubljanskem dnevniku, kjer so objavili parodijo Silver Kid (1965), in nadaljeval v Zvitorepcu, kjer so izšli Bobri (1967 pod psevdonimom Andrej Gorjup), partizanski strip Igre je konec, Janez Blond (1966–1967).  
Stripe ustvarja najbolj intenzivno med 1968 in 1972. Leta 1968 je bil dobro leto likovni in tehnični urednik Tribune, ki je bilo prelomno v oblikovanju tiskanih medijev v Sloveniji in Jugoslaviji. Iz črno-belega časopisa je ustvaril v slogu poparta in različnimi tipografijami črk, fotografijami, risbami, vsako stran drugačno. Gatnik je tu objavil svoje kratke satirične črnohumorne stripe v tradiciji ameriškega undergrounda, ki jih je izdala založba ŠKUC leta 1977 v albumu Magna Purga. Deli Magne Purge so še daljši stripi Ooopa!, Srce, ki ljubi (1970) in Strašni sum (1971) iz Stopa in Pavlihe. Teme se gibljejo od slovenskega družbenega, ljubezenskega, družinskega življenja, fantastične utopije do kritike Cerkve in države. Izredno domiselne so priredbe slovenskih pregovorov (Laž ima kratke noge). 

## Nagrade
- Študentska Prešernova nagrada (1969)
- Levstikova nagrada (1983)
- Zlati boben (1996) - za strip The sedem veličastnih
- Nagrada Hinka Smrekarja (2008) - za ilustracije v knjigi Pekarna Mišmaš
- Prešernova nagrada (2010) - za življenjsko delo
- Nagrada Hinka Smrekarja (2019) - za življenjsko delo